# Africaspis commiphorae
Africaspis commiphorae är en insektsart som beskrevs av Ben-dov 1973. Africaspis commiphorae ingår i släktet Africaspis och familjen pansarsköldlöss. Inga underarter finns listade i Catalogue of Life.